# ToHeart2 ダンジョントラベラーズ
『ToHeart2 ダンジョントラベラーズ』（トゥハートツー ダンジョントラベラーズ）とは2009年12月18日に株式会社アクアプラスのアダルドブランドLeafより発売されたWindows用アダルトゲーム『愛佳でいくの!!』に収録された『FINAL DRAGON CHRONICLE 〜GUILTY REQUIEM〜』（ファイナル ドラゴンクロニクル ギルティレクイエム）を基に2011年6月30日にアクアプラスがPlayStation Portable用に移植、発売した作品である。2015年4月30日には一部システムが変更されたPlayStation Vita版が発売された。2024年2月15日よりDMM GAMESとSteamにてWindows 10/11対応版がダウンロード専売で配信開始。

## この項目における表記について
「FINAL DRAGON CHRONICLE 〜GUILTY REQUIEM〜」をPC版、「ToHeart2 ダンジョントラベラーズ」をPSP版と表記するものとする。特記無い場合の記述はPC版、PSP版共通とする。
キャラクター名表記は後述するゲーム内の表記に合わせるものとする。

## 概要
アクアプラス（Leaf）より発売された「ToHeart2」シリーズのヒロイン達がパーティーキャラクターとなり、3Dダンジョンでモンスターなどと戦うロールプレイングゲームである。このみと環以外のヒロインはすべてダンジョンを攻略することで仲間として参加することになる。モンスターの一部は女の子型として登場しており、一部は捕獲することでご褒美CGを見る事が出来る。

## 歴史
- 2009年12月18日 Windows用ソフト『愛佳でいくの!!』に収録される形で『FINAL DRAGON CHRONICLE 〜GUILTY REQUIEM〜』発売
- 2011年6月30日 PSP用ソフト『ToHeart2 ダンジョントラベラーズ』発売
- 2012年2月22日 OVA版『ToHeart2 ダンジョントラベラーズ』第1巻発売
- 2012年7月25日 OVA版『ToHeart2 ダンジョントラベラーズ』第2巻発売
- 2015年4月30日 PS Vita用ソフト『ToHeart2 ダンジョントラベラーズ』発売
- 2024年2月15日 Windows用(DMM Games/Steam版)ソフト『ToHeart2 ダンジョントラベラーズ』発売

## PSP版追加要素、変更点
PSP用では主に次の点が変更、追加されている。
変更点
レーティングの違いによる性的描写CGの変更
シナリオのリファイン
戦闘時のパーティー人数の変更（PC版4人、PSP版5人）
マップの変更、追加
追加要素
キャラクターごとの専用追加スキル、パーティースキル、 協力スキル追加
各種条件を満たす事でトロフィーを取得
依頼屋、行商人の追加

## ストーリー
ある日、まーりゃんによって生徒会室に呼ばれた貴明達は、まーりゃんが用意した怪しい機械によって、ファンタジーロールプレイングゲームの世界に飛ばされる事になった。現実世界に戻る手段を探すための、貴明達の冒険が始まった。

## システム
戦闘
ヒロインが参加し、貴明は後方の指揮役として直接には戦闘に参加しない。戦闘に参加出来るパーティー人数はPC版が4人、PSP版は5人。
HPが全員0になれば敗北で、その時点でゲームオーバーとなる。
職業
それぞれのキャラクターにファイター、マジックユーザー、スカウト、メイドの4種類の系統の職種（クラス）が割り振られており、キャラクターはその系統の中で職業を選んでいく。レベルが上がる事で、上位のクラスにクラスチェンジが可能、レベル15と30の2回チェンジする。
パーティーキャラクターごと、すべての職業に立ち絵グラフィックが存在する。初期職業が上級職のキャラクターの場合、後述のレベルリセットを行わないと下位、同位職業のグラフィックは見られない。
ファイター（レベル1基本職）
レベル15転職可能職
パラディン、ダークナイト
レベル30転職可能職
ヴァルキリー、侍、ダークロード
マジックユーザー（レベル1基本職）
レベル15転職可能職
ソーサレス、エンチャントレス、プリーステス
レベル30転職可能職
ウィッチ、マジカルプリンセス、セージ、ビショップ
スカウト（レベル1基本職）
レベル15転職可能職
アーチャー、アサシン
レベル30転職可能職
スナイパー、トレジャーハンター、くノ一
メイド（レベル1基本職）
レベル15転職可能職
バード、ダンサー
レベル30転職可能職
歌姫、ジョシコーセー、マスターアイドル
スキル
技や魔法などの特殊攻撃は、レベルが上がる事で得られるスキルポイントを使用することで習得出来、割り振らなければいくらレベルを上げても習得はしない。スキルごとにレベルがあり、レベルを上げると効果が強化される。
パッシブスキル（常時発動）
習得すると常時キャラクターやパーティー全体に効果がかかるもの
技系スキル
戦闘時に使用すると即発動するスキル。
魔法系スキル
戦闘時に使用すると、発動までに詠唱時間があり、その間に敵に攻撃されるとキャンセルされることがある。
ユニークスキル
PSP版で追加。キャラクター特有の技。あるレベルになると習得出来、レベルアップすると強化される。
パーティースキル
PSP版で追加。特定のメンバーでパーティーを組むと発動する。
協力スキル
PSP版で追加。特定の条件（職業、装備品）を満たした場合に発動する。
アイテム
武器、防具、回復用アイテムなどがあり、ダンジョン内で得られる装備品アイテムは基本的に名称が不明で、そのままでは使えないため、道具屋か魔法で鑑定する必要がある。
武具、防具にはそれぞれ「+○」（○には数字） と付いており、同じアイテムでも数字が強い程、威力が高くなる。また、能力値上昇やステータス異常無効などのエンチャント効果が最大で2つまでランダムで付与される場合がある。
PSP版ではPC版にあった街の道具屋の他に、ダンジョン内で遭遇するロクの行商人が存在する。
モンスター
特定のモンスターは、戦闘で弱らせた（HPを一定の割合まで減少させた）状態で「モンスター図鑑」など特定のアイテムを使用することにより、捕獲（封印）出来る。
モンスターは捕獲するまで能力値の詳細が不明となっているが、捕獲することでモンスター図鑑一覧に登録され、以降は能力値の詳細をいつでも確認できるようになる。
また、捕獲に使用したアイテムは「◯の封印書」（○はモンスター名）というアイテムに変化し、アクセサリとして装備することで、元のモンスターの能力に基づいた様々な特殊効果を得ることができる。
PC版では捕獲時にイベントシーンが存在したが、PSP版では削除されている。
レベルリセット
ギルドにてレベルを1に戻すことが出来る。それまで覚えていたすべてのスキルを忘れ、スキルポイントも0となり1から取り直しとなる。
PSP版では一定のレベル以上でリセットするとボーナスが追加される。
PS Vita版ではリセットできるレベルが1/15/30/50/90から選択できるようになり、職業・スキルの再設定やグラフィックの回収が容易となった。また、これに伴いリセットボーナスの計算式も若干変更されている。

## 登場キャラクター

### パーティーキャラクター
それぞれのキャラクターの説明についてはToHeart2#登場人物を参照
声優はPSP版、OVA版。PC版は非公開となっている
PC版では一部のパーティーキャラクターは、ダンジョンで初めて出会った際に戦闘となり勝利すれば仲間になるが、PSP版ではPC版で戦闘にならずに加入していたキャラクターについても戦闘するようになった。
| キャラクター名           | ゲーム内表記 | 声優       | クラス系統       | 初期クラス       | 専用スキル           | 加入層         |
| ------------------------ | ------------ | ---------- | ---------------- | ---------------- | -------------------- | -------------- |
| 柚原 このみ              | このみ       | 長谷優里奈 | マジックユーザー | マジックユーザー | ゲンジ丸召喚         | 初期パーティー |
| 向坂 環                  | 環           | 伊藤静     | ファイター       | ファイター       | 向坂家の教え         | 初期パーティー |
| 小牧 愛佳                | 愛佳         | 力丸乃りこ | マジックユーザー | マジックユーザー | 知識の泉             | 1              |
| 笹森 花梨                | 花梨         | 中島沙樹   | スカウト         | くノ一           | ミステリ大好き       | 4              |
| 姫百合 珊瑚              | 珊瑚         | 石塚さより | マジックユーザー | エンチャントレス | 高速作業             | 6              |
| 姫百合 瑠璃              | 瑠璃         | 吉田小南美 | ファイター       | ダークナイト     | 追撃蹴               | 2              |
| 十波 由真                | 由真         | 生天目仁美 | スカウト         | アサシン         | これで勝ったと・・・ | 8              |
| ルーシー・マリア・ミソラ | るーこ       | 夏樹リオ   | マジックユーザー | ウィッチ         | るーの奇跡           | 9              |
| 草壁 優季                | 優季         | 佐藤利奈   | メイド           | バード           | 星の歌               | 3              |
| 久寿川 ささら            | ささら       | 小野涼子   | ファイター       | ファイター       | 生徒会長の力         | 7              |
| まーりゃん               | まーりゃん   | 小暮英麻   | メイド           | メイド           | まーの奇跡           | 7              |
| 河野 はるみ              | はるみ       | 山川琴美   | ファイター       | パラディン       | ラッキーガール       | 6              |
| HMX-17c シルファ         | シルファ     | 櫻井浩美   | メイド           | メイド           | 対人ダンボールバリア | 2              |
| 吉岡 チエ                | よっち       | 太田佳織   | ファイター       | パラディン       | とばっちり           | 3              |
| 山田 ミチル              | ちゃる       | 笠原あきら | マジックユーザー | プリーステス     | コテ返し             | 4              |
| 小牧 郁乃                | 郁乃         | 神崎ちろ   | スカウト         | スカウト         | ダメ押し             | 1              |
| 菜々子                   | 菜々子       | 阪田佳代   | マジックユーザー | マジックユーザー | 幸運のクローバー     | 9              |
| 柚原 春夏                | 春夏         | 本多知恵子 | メイド           | ダンサー         | 主婦のたしなみ       | 8              |
| HMX-17a イルファ         | イルファ     | 萩原えみこ | スカウト         | くノ一           | 日蔭者の恨み         | 10             |

本作におけるパーティーキャラクター全般について
『AnotherDays』（AD）と違いささらは留学しておらず、ささらの留学後にADで知り合うキャラクターや、ADで名前を知ることが無いキャラクター、AD本編で全く登場しないキャラクターなどを含めてシリーズのメインキャラクター全員が登場する。
家庭用機用でADが出たのは2011年9月発売のPS3版『ToHeart2 DX PLUS』が初であり、シルファやはるみなどが家庭用機用作品に登場したのは『ダンジョントラベラーズ』が初となる。

### その他登場キャラクター
河野 貴明
声：PSP版梶裕貴 OVA版福山潤 
本作及び「ToHeart2」シリーズの主人公。直接戦闘に参加せず、ヒロイン達を後方から指揮する立場となっている。
今作では特定のヒロインとくっつかず、ヒロイン全員と知り合った状態で話が始まる。
向坂 雄二
声：鳥海浩輔
ショップの店員やダンジョン内などで登場。「村人A」「村人∀」など、それぞれ別人物という描写になっている。
ロク
声：小山剛志
PSP版で登場。『うたわれるもの』のクロウと同様の恰好で行商人として登場し、ダンジョン内で収集した貴重なアイテムや装備品を売ってくれるが、自身は鑑定能力が無いため値段の付け方が大雑把で、同じアイテムでも値段が高かったり安かったりする。
PC版ではショップで売られていた一部のアイテムが、PSP版ではこちらでしか扱われないようになった。
ハナ
声：田口宏子
PSP版で登場。『うたわれるもの』のカムチャタールと同様の恰好で登場し、依頼屋「ハナの店」を経営する。
パーティーにモンスター退治やアイテム回収の依頼をし、成功するとお金やアイテムや情報などを報酬として与えてくれる。
メイド先生
声：松来未祐
PSP版で登場。『君が呼ぶ、メギドの丘で』のアリスによく似た謎の教師。RPG初心者向けにお笑い要素を交えた補習授業を行ってくれる。
???
PSP版で登場。メイド先生が連れてる見た目うさぎ型ロボな謎の生き物(?)。
ペギー
声：儀武ゆう子
ベアード
声：最上嗣生
ダンジョン内で登場し、このゲームのゲームシステムなどの解説を掛け合い漫才でしてくれる、ペンギンと熊のようなキャラクター。
羽根崎 美緒
声：斎藤千和
PS3版『ToHeart2 DX PLUS』で登場したヒロイン。今作のゲーム版には登場しないが、OVA版第2巻に登場する。

## 不具合
PSP版では11層のある箇所であるスイッチを押さずに他のスイッチを押した場合、ゲーム進行不能となるバグが存在する。アクアプラス公式HPでは、当該箇所を示して該当するスイッチを最後に押さないように注意している。

## 関連商品

### CD
l'espoir
上原れなの3rdアルバム。OPテーマ「虹色の風」とEDテーマ「my friend」を収録。

### OVA
ジェネオン・ユニバーサル・エンターテイメントよりOVA版「ToHeart2 ダンジョントラベラーズ」（全2巻）が発売されている（スタッフなどの詳細はToHeart2#OVAを参照）。
- 第1巻『サイアクのサイヤク』 2012年2月22日発売
- 第2巻『たいせつなもの』 2012年7月25日発売

### 小説
ToHeart2 ファイナルドラゴンクロニクル・その後
著：馬場卓也 挿絵：相音うしお
発行：ハーヴェスト出版 2010年2月20日初版 ISBN 978-4-434-15316-7
PC版のノベライズ。PC版の後日談的ストーリーとなっている。

### コミック
電撃G's Festival! COMICで連載されていた『ToHeart2 AnotherDays』（作画：双）の単行本第2巻にPC版のコミカライズ版が収録されている。巻末の1話だけで登場しないキャラクターがいるなど、ダイジェスト的内容となっている。